# 515 до н. е.

## Події
- (близько цього) Іданфірс наслідує Скіфську орду
- Початок правління царя Спарти Демарата та царя Кирени Батта IV.

## Померли
- (близько цього) цар Скіфії Савлій